# Petalidium glandulosum
Petalidium glandulosum är en akantusväxtart som beskrevs av Spencer Le Marchant Moore. Petalidium glandulosum ingår i släktet Petalidium och familjen akantusväxter. Inga underarter finns listade i Catalogue of Life.